# Flores Creek Indijanci
Kosotshe (Flores Creek Indijanci, Kusu'me; kod Lewisa i Clarka Luckkarso, Lukkarso), selo i ogranak Tututni Indijanaca koje je nekada obitavalo na Flores Creeku u Oregonu. Prvi ih spominju Lewis i Clark 1805. koji im procjenju broj na 1,200, a lociraju nešto južnije od Kusan-teritorija. Drucker (1937) selo na Flores Creeku naziva Kusu'me, a Dorsey 1884. Kosotshe locira između Port Orforda i Sixes Creeka, navodeći da su ranije možda bili na Flores Creeku. Njihovi potomci danas su na rezervatu Siletz s ostalim nadvladanim plemenima Sixes River ili Kwatami i Port Orford.

## Vanjske poveznice
- Indian Tribe History  Arhivirana inačica izvorne stranice od 29. kolovoza 2008. (Wayback Machine)